# Houston Rockets 2010-2011
La stagione 2010-11 degli Houston Rockets fu la 44ª nella NBA per la franchigia.
Gli Houston Rockets arrivarono quinti nella Southwest Division della Western Conference con un record di 43-39, non qualificandosi per i play-off.

## Roster
| N° | Naz.                   | Ruolo | Sportivo          | Anno | Alt. | Peso |
| -- | ---------------------- | ----- | ----------------- | ---- | ---- | ---- |
| 0  | Stati Uniti (bandiera) | G     | Aaron Brooks      | 1985 | 183  | 73   |
| 0  | Stati Uniti (bandiera) | A     | DeMarre Carroll   | 1986 | 203  | 96   |
| 1  | Stati Uniti (bandiera) | A     | Terrence Williams | 1987 | 198  | 100  |
| 3  | Slovenia (bandiera)    | G     | Goran Dragić      | 1986 | 193  | 82   |
| 4  | Argentina (bandiera)   | A     | Luis Scola        | 1980 | 206  | 111  |
| 5  | Stati Uniti (bandiera) | G     | Courtney Lee      | 1985 | 196  | 91   |
| 7  | Stati Uniti (bandiera) | G     | Kyle Lowry        | 1986 | 183  | 79   |
| 8  | Stati Uniti (bandiera) | G     | Jermaine Taylor   | 1986 | 193  | 95   |
| 10 | Stati Uniti (bandiera) | A     | Chase Budinger    | 1988 | 201  | 99   |
| 11 | Cina (bandiera)        | C     | Yao Ming          | 1980 | 229  | 141  |
| 12 | Stati Uniti (bandiera) | G     | Kevin Martin      | 1983 | 201  | 84   |
| 13 | Stati Uniti (bandiera) | G     | Ish Smith         | 1988 | 183  | 79   |
| 20 | Stati Uniti (bandiera) | A     | Jared Jeffries    | 1981 | 211  | 104  |
| 27 | Stati Uniti (bandiera) | A     | Jordan Hill       | 1987 | 208  | 107  |
| 31 | Stati Uniti (bandiera) | A     | Shane Battier     | 1978 | 203  | 100  |
| 32 | Tanzania (bandiera)    | C     | Hasheem Thabeet   | 1987 | 221  | 119  |
| 33 | Stati Uniti (bandiera) | A     | Mike Harris       | 1983 | 198  | 109  |
| 44 | Stati Uniti (bandiera) | A     | Chuck Hayes       | 1983 | 198  | 109  |
| 52 | Stati Uniti (bandiera) | C     | Brad Miller       | 1976 | 211  | 111  |
| 54 | Stati Uniti (bandiera) | A     | Patrick Patterson | 1989 | 206  | 107  |

## Staff tecnico
- Allenatore: Rick Adelman
- Vice-allenatori: Elston Turner, Jack Sikma, T.R. Dunn, R.J. Adelman
- Vice-allenatore/scout: Pat Zipfel
- Preparatore fisico: Darryl Eto
- Assistente preparatore fisico: David Macha
- Preparatore atletico: Keith Jones
- Assistente preparatore atletico: Jason Biles